# Placówka Straży Celnej „Piaseczna”

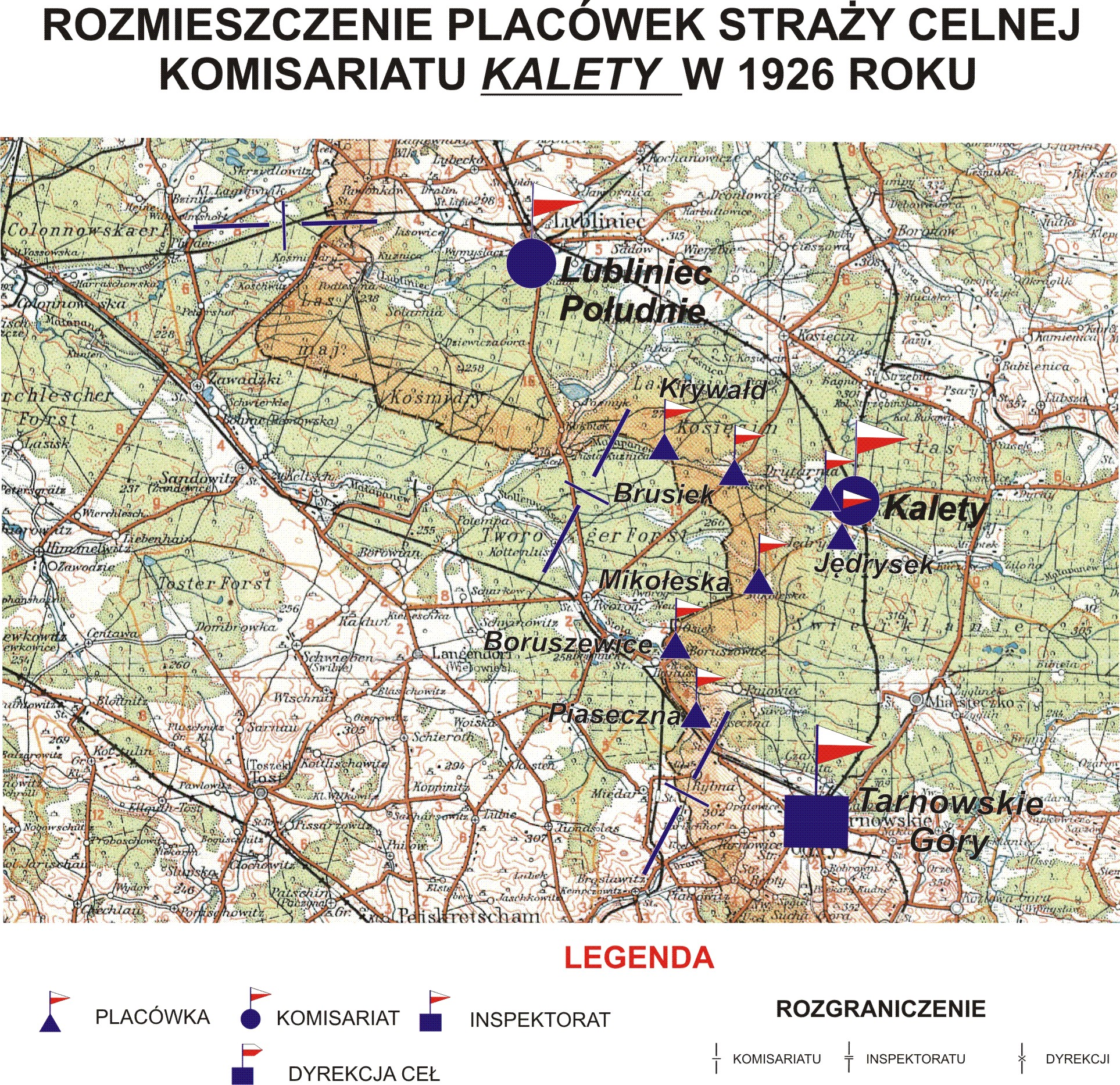
Rozmieszczenie placówek SC Komisariatu Kalety

Placówka Straży Celnej „Piaseczna” – jednostka organizacyjna Straży Celnej pełniąca w okresie międzywojennym służbę ochronną na granicy polsko-niemieckiej.

## Formowanie i zmiany organizacyjne
Na wniosek Ministerstwa Skarbu, uchwałą z 10 marca 1920 roku, powołano do życia Straż Celną. Od połowy 1921 roku jednostki Straży Celnej rozpoczęły przejmowanie odcinków granicy od pododdziałów Batalionów Celnych. Proces tworzenia Straży Celnej trwał do końca 1922 roku. Placówka Straży Celnej „Piaseczna” weszła w podporządkowanie komisariatu Straży Celnej „Kalety” z Inspektoratu SC „Tarnowskie Góry”.
W drugiej połowie 1927 roku przystąpiono do gruntownej reorganizacji Straży Celnej. W praktyce skutkowało to rozwiązaniem tej formacji granicznej. Ochronę północnej, zachodniej i południowej granicy państwa przejęła powołana z dniem 2 kwietnia 1928 roku Straż Graniczna.
Z dniem 8 marca 1928 placówka Piaseczna przekazana została do komisariatu „Tarnowskie Góry”

## Funkcjonariusze placówki
Kierownicy placówki
| stopień            | imię i nazwisko, numer | okres pełnienia służby |
| ------------------ | ---------------------- | ---------------------- |
| przodownik         | Walenty Wróbel (1064)  | był w 1926             |
| starszy przodownik | Cyryl Czerski          | był w 1928             |

Obsada personalna placówki w 1926:
- przodownik Walenty Wróbel (1064)
- starszy strażnik Wincenty Hajduk (327)
- starszy strażnik Jan Łapok (570)
- strażnik Paweł Hermajsz (325)
- strażnik Tomasz Cieplik (126)
- strażnik Mieczysław Adamarek (15)